# Trollhättan (stad)
Trollhättan is de hoofdstad van de gemeente Trollhättan in het landschap Västergötland en de provincie Västra Götalands län in Zweden. De plaats heeft 44498 inwoners (2005) en een oppervlakte van 2380 hectare.
Trollhättan is onder andere bekend om zijn filmstudio's, watervallen, sluizen en auto- en vliegtuigindustrie.

## Geschiedenis
Trollhättan werd gesticht aan de rivier de Göta älv bij de Waterval van Trollhättan. De locatie werd voor het eerst vermeld in de literatuur in 1413. Eeuwenlang vormde de waterval bij Trollhättan een obstakel voor de scheepvaart op de rivier, tot de aanleg van een sluizensysteem in de 19e eeuw. Deze sluizen zijn regelmatig vernieuwd, de huidige sluizen dateren uit 1916. Dit is ook het jaar waarin Trollhättan de stadsrechten kreeg.
Aan het einde van de 19e eeuw werd de eerste waterkrachtcentrale ontwikkeld in Trollhättan. De Zweedse energiemaatschappij Vattenfall ("waterval") is genoemd naar de waterval bij Trollhättan. Tegenwoordig heeft Trollhättan twee waterkrachtcentrales, Olidan en Hojum. Het gebruik van waterkracht is een grote stimulans geweest voor de economische ontwikkeling van de stad.

## Naam
De naam "Trollhättan" komt uit folkloristische verhalen. Mensen geloofden dat er grote trollen leefden in de Göta älv en dat de eilanden in de rivier de hoeden ("hättor") van de trollen waren, vandaar de naam Trollhättan. "Hättan" kan echter ook 'bergtop' betekenen en een alternatieve verklaring voor "troll" is 'trekken', waarmee dan verwezen zou worden naar het over de stroomversnelling trekken van boten. 
Andere voormalige namen van dit gebied zijn Eiðar en Stora Edet; deze laatste naam is nog terug te vinden in de zuidelijke buurgemeente Lilla Edet.

## Industrie
Trollhättan heeft een aantal grote industrieën. Het huisvest onder andere de Saab-fabriek en de Volvo Aero-fabriek, met een groot aantal toeleveringsbedrijven in de regio. Er is ook een filmstudio, die ook wel bekendstaat als Trollywood. Films die hier gemaakt zijn, zijn bijvoorbeeld Fucking Åmål, Dancer in the Dark en Dogville.

## Verkeer en vervoer
Bij de plaats lopen de E45, Riksväg 42, Riksväg 44 en Riksväg 47.
De plaats heeft een station aan de spoorlijn Göteborg - Kil en vroeger ook aan de spoorlijn Trollhättan - Nossebro.

## Geboren
- Alexis Ahlgren (1887-1969), atleet
- Arne Andersson (1917-2009), atleet
- Anna Björk (1970), actrice
- Håkan Mild (1971), voetballer
- Tuomo Könönen (1977), Fins voetballer
- Erica Carlson (1981), actrice
- Johan Dahlin (1986), voetballer
- Nils van der Poel (1996), langebaanschaatser